# Шмырин, Фёдор Сергеевич
Фёдор Серге́евич Шмы́рин (6 сентября 1920, Орловский уезд, Вятская губерния — 6 августа 2001, Владимир) — командир звена 175-го гвардейского штурмового авиационного полка 11-й гвардейской штурмовой авиационной дивизии 16-й воздушной армии 1-го Белорусского фронта, гвардии младший лейтенант. Герой Советского Союза.

## Биография
Родился 6 сентября 1920 года в деревне Тарасовичи в семье рабочего. Русский. Член ВКП(б)/КПСС с 1942 года. Окончил 3 курса Московского института инженеров связи.
В Красной Армии с 1940 года. В 1943 году окончил Чкаловское военное авиационное училище. На фронтах Великой Отечественной войны с декабря 1943 года.
Командир звена 175-го гвардейского штурмового авиаполка гвардии младший лейтенант Ф. С. Шмырин к концу марта 1945 года совершил 114 боевых вылетов на штурмовку войск противника, уничтожив на своем самолёте-штурмовике «Ил-2» пять танков, 111 автоколонн, сотню артиллерийских батарей.
За образцовое выполнение боевых заданий командования и проявленные мужество и героизм в боях с немецко-фашистскими захватчиками Указом Президиума Верховного Совета СССР от 15 мая 1946 года гвардии младшему лейтенанту Шмырину Фёдору Сергеевичу присвоено звание Героя Советского Союза с вручением ордена Ленина и медали «Золотая Звезда».
После войны Ф. С. Шмырин продолжил службу в Вооружённых Силах СССР. В 1949 году он окончил заочно Всесоюзный электротехнический институт связи, а в 1951 году — Военно-воздушную академию. С 1958 года полковник Ф. С. Шмырин — в запасе, а затем в отставке.

Могила на Улыбышевском кладбище

С 1974 года жил в городе Владимире. Работал помощником начальника областного производственно-технического управления связи. Выйдя на заслуженный отдых, Ф. С. Шмырин вёл активную общественную работу — был председателем Совета ветеранов Ленинского района города Владимира, писал стихи и мемуары. Скончался 6 августа 2001 года. Похоронен на кладбище «Улыбышево» во Владимире.

## Награды
Награждён орденом Ленина, тремя орденами Красного Знамени, двумя орденами Отечественной войны 1-й степени, двумя орденами Красной Звезды, медалями.

## Память
7 мая 2004 года на фасаде дома № 45 по улице Балакирева в городе Владимире, где 19 лет прожил Герой, в память о нём была открыта мемориальная доска. На мемориале героев — стела с его барельефом.

## Комментарии
1. ↑  Деревня Тарасовичи, относившаяся в 1920-е годы к Пинюжанской волости Орловского уезда, в последующем входила в состав Тарасовского сельсовета Мурашинского района Кировской области; упразднена 21.12.1994[1].